# Angyaljárás

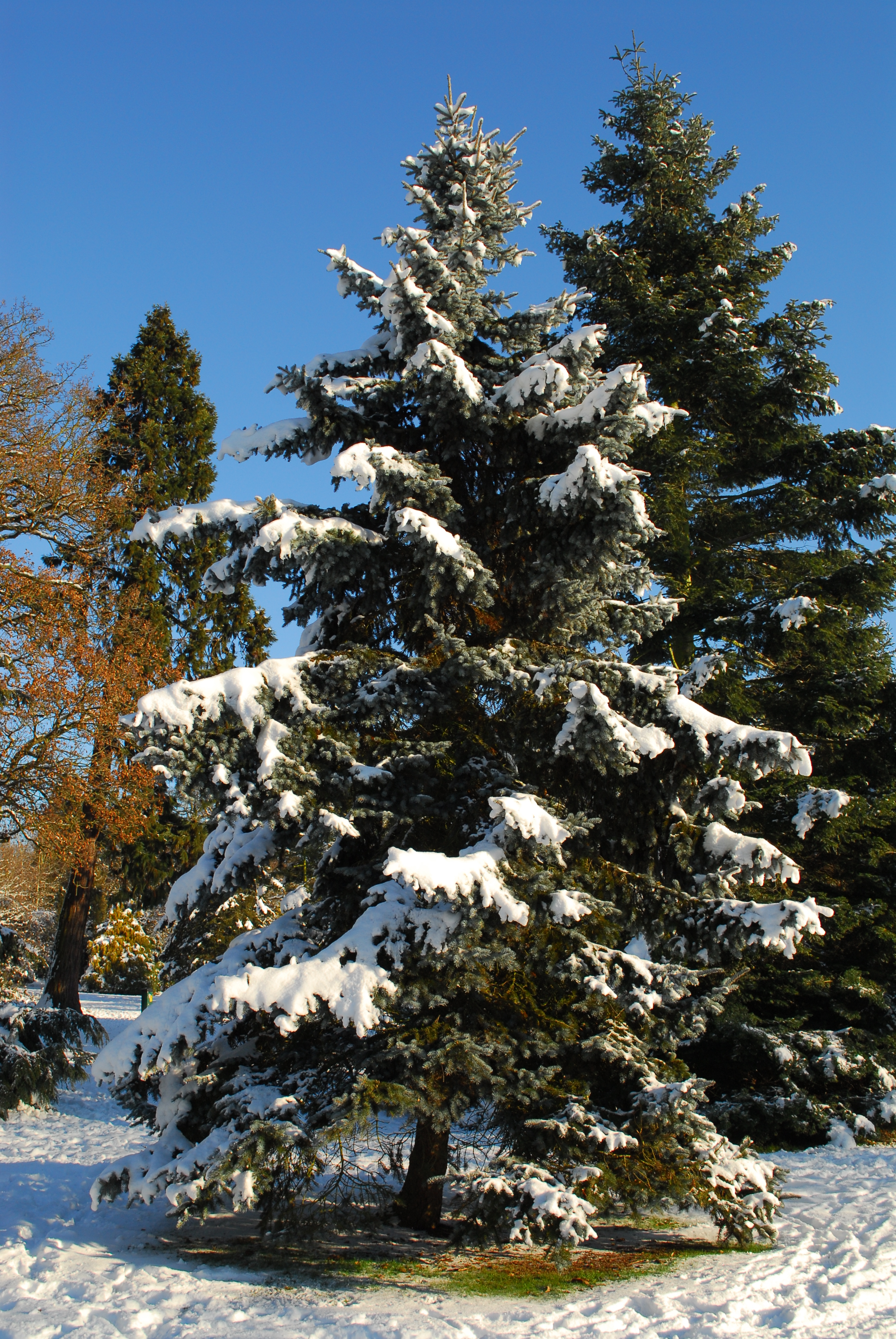
Hóval díszített fenyőfa

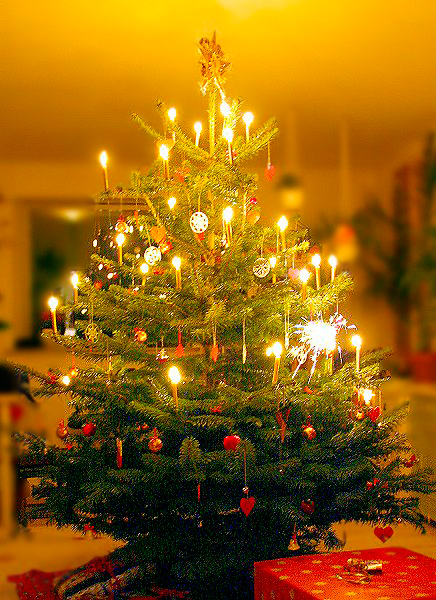
Feldíszített karácsonyfa, a karácsony ünnepének egyik szimbóluma

A többi magyartól eltérően Erdélyben különleges módon ünneplik a karácsonyt. Az ünnepet megelőző Szentestén kerül a helyére a karácsonyfa és az ajándékok, de azokat nem a kis Jézus, hanem az  Angyal hozza. Nincs meghatározva név szerint, hogy melyik angyal, nem több angyal, csak egy, de az mindenképpen határozott névelővel: az Angyal.

## Az angyaljárás története
Az angyaljárás eredete Erdélyben a vallásos karácsonyi kántálás (énekes alamizsnagyűjtés, énekes ünnepi köszöntés) szokásához fűződik, amelynek célja a tisztelgés, jókívánság kifejezése és ajándékgyűjtés volt az egyház részére. Különböző korú csoportok jártak együtt kántálni, külön a gyermekek, külön a fiatalemberek és külön a házasemberek. A kisgyermekek többnyire a „Mennyből az angyal” című magyar egyházi népéneket énekelték. Amíg nem volt szokás a karácsonyfa állítás, a falusi gyermekek a kántálás során almát, diót kaptak ajándékba. Ez volt az angyaljárás, csengővel.
A karácsonyi ajándékozás még a karácsonyfa-állítás szokásánál is újabb. Ajándékot régen a kántálók, betlehemezők, köszöntők kaptak, azok is ételfélét és legfeljebb egy kis pénzt. Erdélyben az ajándékozás még az 1960-as években sem volt szokás.
Manapság "az Angyal" az ablakon surran be az ünnepre felkészített lakás egyik szobájába, miközben a család mit sem sejtve, de mégis várakozva a szobán kívül tartózkodik. Az Angyal egy fenyőfát hoz, szépen feldíszíti, és a tövét bőségesen megtölti ajándékokkal. Majd megrázza csilingelő csengőjét, és eltávozik. A gyermekek ennek hallatára izgatottan bemennek, és csodálják a ragyogó látványt, s a csillogó fát körülállva a felnőtt családtagokkal együtt karácsonyi dalokat énekelnek, majd kiosztják egymás között az érkezett ajándékokat, melyeket természetesen mindenki meglepetten és izgatottan kibont.

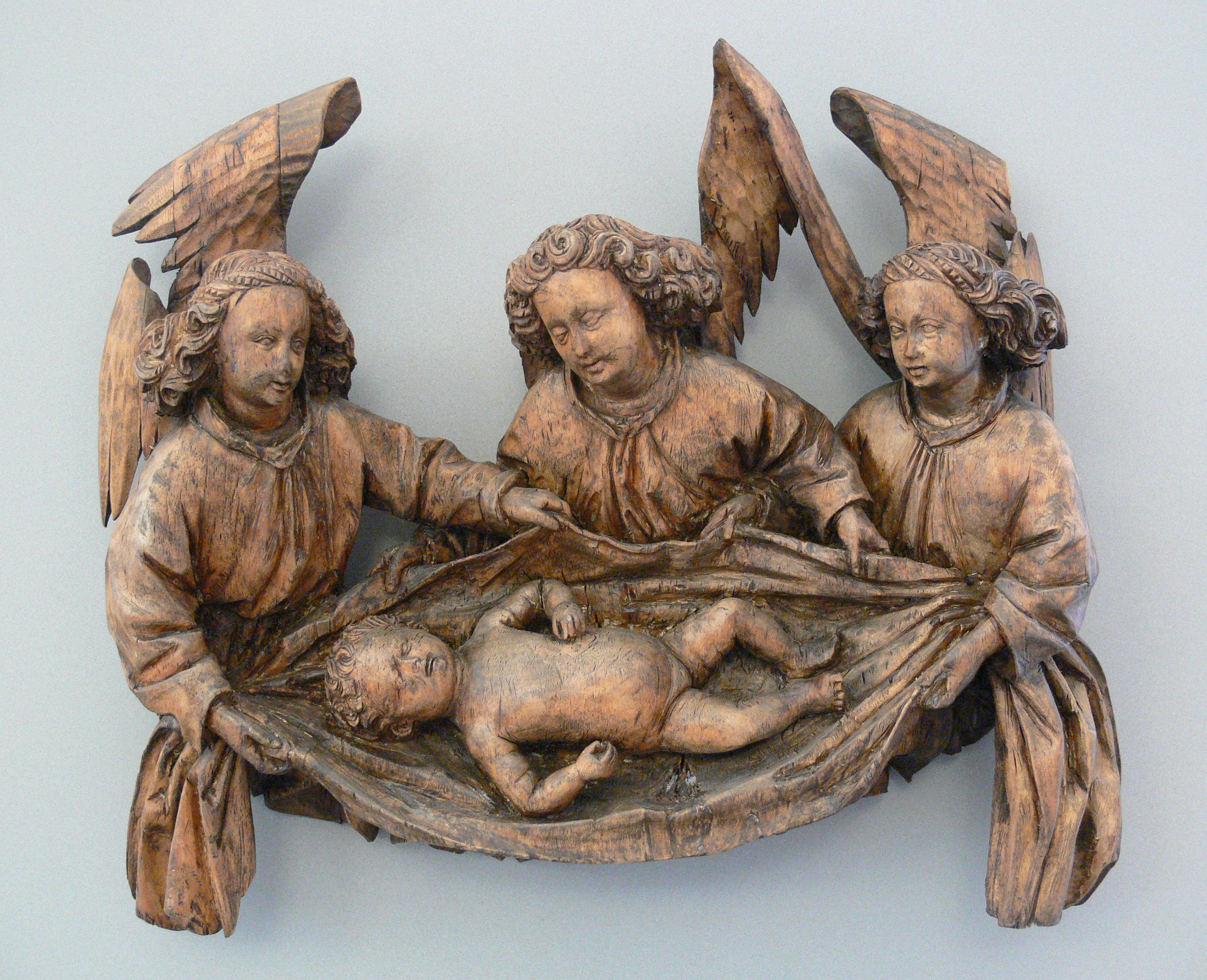
Fából faragott angyalok a kis Jézussal (15. század)

A karácsonynak  ezt a mozzanatát a kommunista diktatúra éveiben is örömmel ünnepelhette szinte minden család, hiszen ez a családon belüli kedves esemény nem zavarta a hatóságokat. A román közösségnek természetesen a Karácsony Apó osztogatta az ajándékokat.